# Monte Leone

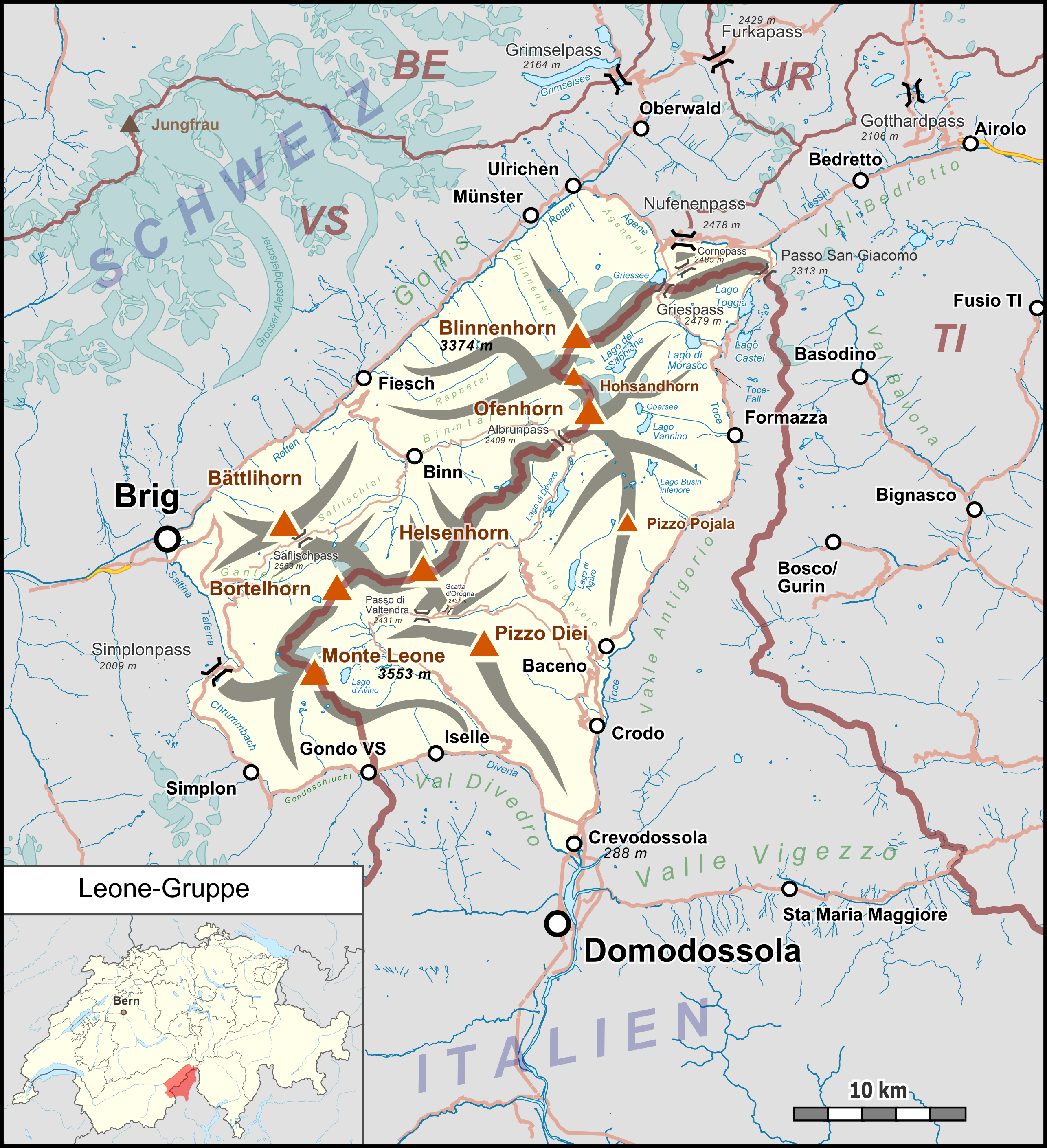
Skupina Monte Leone

Skupina Monte Leone (italsky Gruppo di Monte Leone, německy Leone-Gruppe) je pohoří v Lepontských Alpách v Itálii a ve Švýcarsku. Leží v italském regionu Piemont v provincii Verbano-Cusio-Ossola a ve švýcarském kantonu Valais. Pohoří se rozkládá na ploše 748 km2, nejvyšší horou je Monte Leone (3 553 m). Na západě a jihu hraničí s Penniskými Alpami, na východě s Luganskými Alpami a Ticinskými Alpami a na severu s Urnskými Alpami.